# Birch Creek (Alaska)
Birch Creek ist ein Ort und ein census-designated place (CDP) in der Yukon-Koyukuk Census Area in Alaska in den Vereinigten Staaten. Das U.S. Census Bureau hatte bei der Volkszählung 2020 eine Einwohnerzahl von 35 ermittelt.

## Geographie
Birch Creek liegt im Alaska Interior auf einer Höhe von 130 m. Der Ort befindet sich 180 km nordnordöstlich der Stadt Fairbanks am rechten Flussufer des Lower Mouth Birch Creek, dem linken Mündungsarm des Birch Creek. Birch Creek verfügt über einen Flugplatz.

## Geschichte
„Birch Creek“ tauchte beim United States Census 1940 in der Kategorie „unincorporated (native) village“ auf. Bei den folgenden Volkszählungen fand der Ort keine Berücksichtigung und erschien erst wieder im Jahr 1980 als census-designated place. Bei Birch Creek handelt es sich um ein Indianerdorf. Verkauf und Einfuhr von Alkohol sind verboten.

## Demografie
Zum Zeitpunkt der Volkszählung im Jahre 2020 (U.S. Census 2020) hatte Birch Creek CDP 35 Einwohner auf einer Landfläche von 20,9 km². Von den Einwohnern waren 3 weiß sowie 31 amerikanisch-indianischer Abstammung.
Beim Census im Jahr 2000 wurden 28 Einwohner gezählt, 2010 waren es 33.